# Para drukarska
Para drukarska - dowolne dwie strony publikacji poligraficznej leżące w gotowym wyrobie na wspólnym arkuszu papieru i stykające się marginesem wewnętrznym. Termin zasadniczo stosowany tylko do oprawy zeszytowej. Mówiąc prościej – są to dwie strony w oprawie zeszytowej leżące obok siebie na wspólnym kawałku papieru – np. strony: pierwsza i ostatnia, druga i przedostatnia, itd... Szczególną postacią pary drukarskiej jest rozkładówka, czyli para drukarska stron widzących. Parami drukarskimi są również analogiczne pary okładzin okładki w oprawie zeszytowej.
Termin para drukarska nie pochodzi bynajmniej ani z drukarni, ani z zecerni. Jest terminem stosowanym w redakcji technicznej oraz DTP – czyli tam, gdzie następuje przygotowanie materiałów do druku. Wiedząc, co to jest para drukarska, można odpowiednio przygotować publikację z uwzględnieniem możliwości druku konkretnego zlecenia oraz ułatwić pracę podczas składu, drukowania do PostScriptu i naświetlania.

## Przykłady zastosowania pary drukarskiej
- Umieszczenie w czasopiśmie plakatów, zdjęć, planów, rysunków itp. nie mieszczących się na jednej kolumnie – aby czytelnik mógł je wypiąć ze zszywek (w ten sposób można np. w jednym zeszycie na kilku sąsiednich stronach w środkowej części publikacji umieścić większą liczbę stron do wypięcia)
- Mini-impozycja, czyli drukowanie do PostScriptu złączonych stron (ułatwienie pracy dla montażysty w drukarni).